# Ucieczka grzeszników (obraz Felixa Antona Schefflera)
Ucieczka grzeszników – XVIII-wieczny obraz autorstwa Felixa Antona Schefflera, znajdujący się w ołtarzu głównym kościele Wniebowzięcia NMP w Lubawce.

## Dzieje
Obraz został ufundowany przez ówczesnego opata klasztoru cystersów w Krzeszowie, Benedicta II Seidla, który sprawował patronat nad kościołem parafialnym w należącej do krzeszowskich cystersów Lubawce. Po wielkim pożarze kościoła w 1734 roku opat wysłał część artystów pracujących dla niego w Krzeszowie, aby wykonali wyposażenie do nowo odbudowanej świątyni. Wśród nich był także Scheffler, który oprócz obrazu w ołtarzu głównym, wykonał w Lubawce jedenaście malowideł z wizerunkami świętych.

## Obraz
Lubawski obraz ukazuje Maryję jako ucieczkę grzeszników oraz wspomożycielkę wiernych. W górnej części przedstawienia ukazano siedzącą na chmurze Madonnę z Dzieciątkiem, otoczoną puttami i aniołami. W dolnej części po lewej stronie obrazu duchowny udziela komunii choremu, a poniżej mały chłopiec przytula się do zmarłej matki. Na drugim planie ukazano, jak żołnierze cesarscy pokonują armię turecką. Powyżej dwa uzbrojone anioły kierują w stronę Turków ogniste miecze oraz tarcze z monogramami Chrystusa i Maryi. W tle ukazano kościół parafialny w Lubawce, rzekę, a na jej drugim brzegu płonące miasto. Powyżej obrazu znajduje się kartusz z wypisanym tytułem obrazu: S. Maria Refugium Peccatorum.
Sceny ukazane w dolnej części malowidła z pewnością odzwierciedlają lęki, które nękały ówczesnych mieszkańców Lubawki. W XVII i XVIII wieku miasto zostało wielokrotnie dotknięte zarazami, przemarszami wojsk i pożarami, które niszczyły miasto. W obliczu tylu kataklizmów jedynym ratunkiem wydawała się być Matka Boża.
Artysta tworząc dzieło, dokonał kilku autocytatów, wykorzystując motywy obecne w jego wcześniejszych pracach – obrazie ołtarzowym Mistyczne zaślubiny św. Katarzyny z 1743 roku w kościele opackim w Krzeszowie (postać Maryi z Dzieciątkiem) czy też w malowidle freskowym Chrystus uzdrawiający chorych z 1739 roku w dawnej aptece gmachu Uniwersytetu Wrocławskiego (postaci chorych).